# Сан Джузепе Везувиано
Сан Джузѐпе Везувиа̀но (на италиански: San Giuseppe Vesuviano) е град и община в Южна Италия, провинция Неапол, регион Кампания. Разположен е на 101 m надморска височина. Населението на общината е 28 288 души (към 2011 г.).
В общинската територия се намира част от вулкан Везувий.